# (34963) 3091 T-2
(34963) 3091 T-2 est un astéroïde de la ceinture principale d'astéroïdes découvert en 1973.

## Description
(34963) 3091 T-2 a été découvert le 30 septembre 1973 à l'observatoire Palomar, situé au nord de San Diego en Californie, par Cornelis Johannes van Houten, Ingrid van Houten-Groeneveld et Tom Gehrels.

### Caractéristiques orbitales
L'orbite de cet astéroïde est caractérisée par un demi-grand axe de 2,77 ua, un périhélie de 2,49 ua, une excentricité de 0,10 et une inclinaison de 9,16° par rapport à l'écliptique. Du fait de ces caractéristiques, à savoir un demi-grand axe compris entre 2 et 3,2 ua et un périhélie supérieur à 1,666 ua, il est classé, selon la JPL Small-Body Database, comme objet de la ceinture principale d'astéroïdes.

### Caractéristiques physiques
(34963) 1973 T-2 a une magnitude absolue (H) de 14,7 et un albédo estimé à 0,048.